# NGC 5671
NGC 5671 é uma galáxia espiral barrada (SBb) localizada na direcção da constelação de Ursa Minor. Possui uma declinação de +69° 41' 41" e uma ascensão recta de 14 horas, 27 minutos e 42,3 segundos.
A galáxia NGC 5671 foi descoberta em 6 de Maio de 1791 por William Herschel.